# Villa La Angostura
Pour les articles homonymes, voir Angostura.
Villa La Angostura est une ville de la province de Neuquén, en Argentine, et le chef-lieu du département de Los Lagos.

## Situation
La ville est située au sud de la province, en Patagonie argentine, sur la rive nord-ouest du lac Nahuel Huapi, plus précisément au sud de l'isthme étroit séparant le lac Nahuel Huapi du lac Correntoso et traversé par le très court émissaire de ce dernier, le río Correntoso.

## Population
Villa La Angostura est une ville en croissance très rapide. Elle comptait 7 325 habitants en 2001, ce qui représente plus du double de la population de 3 056 habitants recensés en 1991.

## Sports
Depuis 2003, la ville accueille le K42 Adventure Marathon, épreuve internationale de trail.